# Phaeogenes trochanteratus
Phaeogenes trochanteratus là một loài tò vò trong họ Ichneumonidae.